# شمتان
شمتان هي بلدة في مقاطعة شهرسبز في ولاية قشقداريا في أوزبكستان.